# Jacques Dupont (director)
Jacques Dupont (Ruelle-sur-Touvre, 21 de abril de 1921 – 10 de marzo de 2013) fue un director de cine francés. Formado en el IDHEC, fue un especialista en cine exótico. Sus filmes más recordados son Les Distractions, en la que dirige a Jean-Paul Belmondo y Alexandra Stewart, y Crèvecoeur donde retrata la vida de los voluntarios franceses de Corea.

## Filmografía

### Cortometrajes
- 1946 : Au pays des Pygmées
- 1947 : Pirogues sur l'Ogooué
- 1949 : La Grande case
- 1953 : Stock car
- 1954 : L'Enfant au fennec
- 1955 : Coureurs de brousse

### Largometrajes
- 1950 : Savage Africa (Congolaise)
- 1955 : Crèvecoeur
- 1958 : El desfiladero del diablo (La Passe du diable) con Pierre Schoendoerffer
- 1960 : Las distracciones (Les Distractions)